# Визуальные эффекты
Визуальные эффекты — процесс, с помощью которого изображения создаются или манипулируются вне контекста живых съёмок, снятых в кинопроизводстве и видеопроизводстве.
Интеграция живых кадров и других живых кадров или элементов CGI для создания реалистичных изображений называется VFX.
VFX включает в себя интеграцию живых съёмок (которые могут включать в себя спецэффекты в камере) и сгенерированных изображений (цифровых или оптических изображений животных или существ), которые выглядят реалистично, но были бы опасными, дорогими, непрактичными, трудоёмкими или невозможными для записи на плёнку. Визуальные эффекты с использованием изображений, сгенерированных компьютером в последнее время стали доступны для независимого режиссёра с внедрением доступных и относительно простоых в использовании анимации и композиционного программного обеспечения.

## История

### Ранние разработки

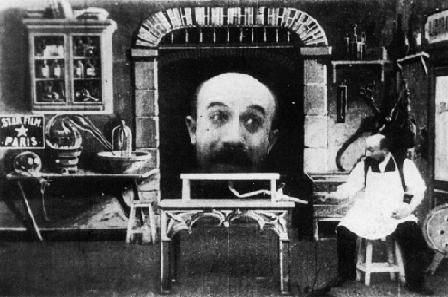
«Человек с резиновой головой»

В 1857 году Оскар Рейландер создал первое в мире изображение «спецэффектов», объединив различные разделы из 32 негативов в одно изображение, создав монтажную комбинационную печать. В 1895 году Альфред Кларк создал то, что считается первым в истории спецэффектом. Во время съёмок реанимации обезглавливания Марии Стьюарт Кларк поручил актёру подняться в блок в костюме Мэри. Когда палач поднял топор над его головой, Кларк остановил камеру, заставил всех актёров замереть и заставил человека, играющего Марию, сойти со съемочной площадки. Он поместил манекен Марии на место актёра, возобновил съёмки и позволил палачу опустить топор, отрезав голову манекена. Подобные методы будут доминировать в производстве спецэффектов в течение века.
Это было не только первое использование спецэффекта в кино, это был еще и первый тип фотографического трюка, который был возможен только в кино и назывался «трюк с заменой или остановкой». Жорж Мельес, пионер раннего кино, случайно обнаружил тот же «трюк с заменой или остановкой».
По словам Мельеса, его камера застряла во время съёмок уличной сцены в Париже. Когда он показывал фильм, он обнаружил, что «трюк с заменой или остановкой» привёл к тому, что грузовик превратился в катафалк, пешеходы изменили направление, а мужчины превратились в женщин. Мельес, режиссёр Театра Роберта-Гудена, был вдохновлён на разработку серии из более чем 500 короткометражных фильмов в период с 1896 по 1913 год, разрабатывая или изобретая такие методы, как многократная экспозиция, замедленная киносъёмка, растворение и ручная роспись цвета.
Из-за его способности, казалось бы, манипулировать и преображать реальность с помощью кинематографа, плодовитого Мельеса иногда называют «Кинемагистом». Его самый известный фильм, «Путешествие на Луну», причудливая пародия на роман Жюля Верна «С Земли на Луну прямым путём за 97 часов 20 минут», представлял собой сочетание живых съёмок и анимации, а также включал обширную миниатюру и дорисовку работы.

### Сейчас
Сегодня визуальные эффекты широко используются почти во всех фильмах. Телесериалы и веб-сериалы также используют визуальные эффекты.